# Europeiskt territoriellt samarbete

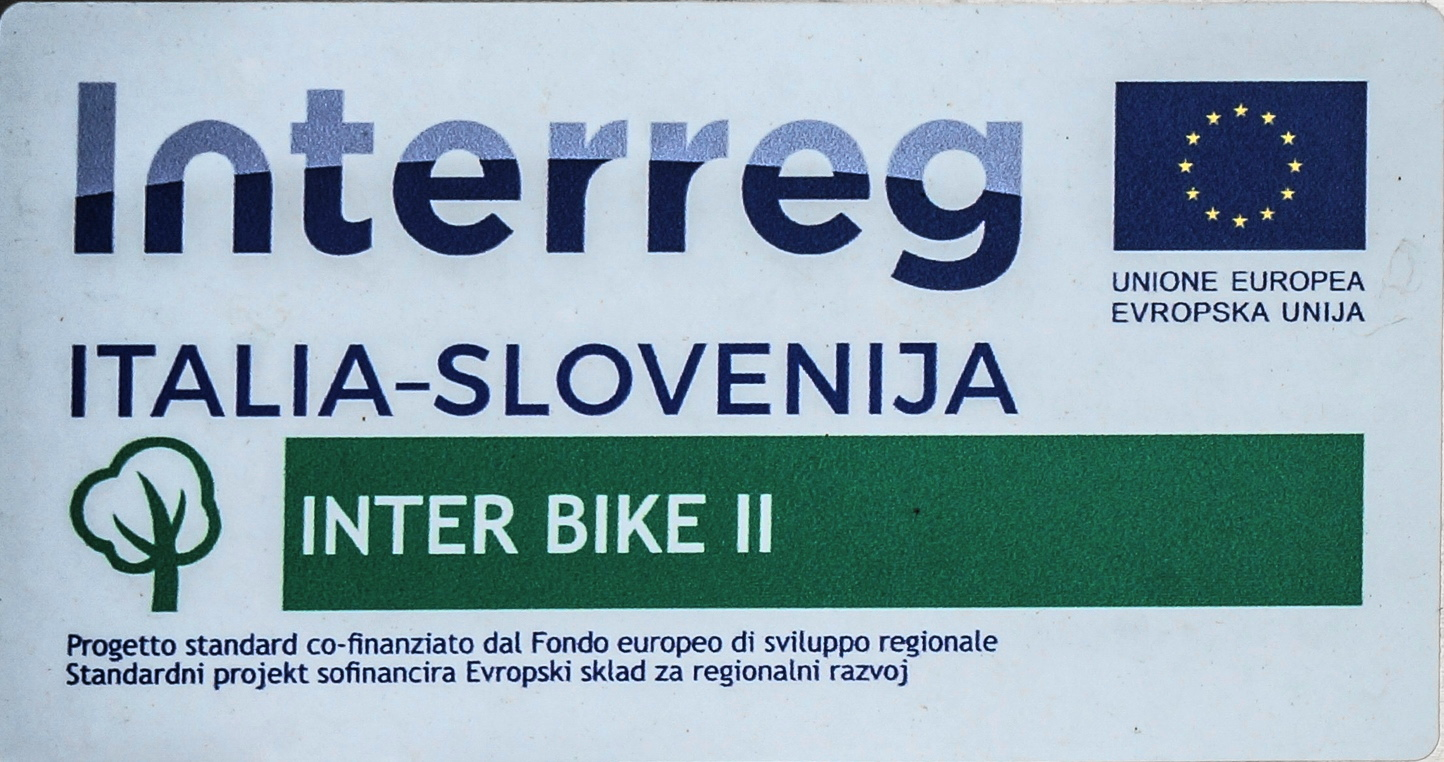
Skylt för ett Interreg-projekt mellan Slovenien och Italien

Europeiskt territoriellt samarbete, även känt som Interreg, är ett EU-instrument som syftar till att stimulera samarbetet mellan olika regioner i EU, inom ramen för unionens gemensamma sammanhållningspolitik. Projektet finansieras inom ramen för Europeiska regionala utvecklingsfonden och har som mål att förbättra integrationen mellan olika typer av regioner genom fyra typer av samarbeten: gränsöverskridande samarbete, transnationellt samarbete, mellanregionalt samarbete och ytterkantsområden.

## Historia
Det europeiska territoriella samarbetet lanserades 1990 som ett gemenskapsinitiativ inom ramen för 1989-1993 års regionalprogram. Syftet var att öka samarbetet mellan unionens olika regioner. 2007 blev Interreg ett mål för sammanhållningspolitiken, vilket bland annat gav samarbetet en starkare juridisk ställning.

## Interreg VI (2021-2027)

### Mål
Planeringsperioden 2021-2027 har totalt sju politiskt satta mål för Interreg: fem mål som är gemensamma för hela sammanhållningspolitiken och två mål som är specifika för Interregprogrammen.
De allmänna målen för 2021-2027 är: 
1. Ett mer konkurrenskraftigt och smartare Europa
2. Ett grönare, koldioxidsnålt Europa
3. Ett mer sammankopplat Europa
4. Ett mer socialt och inkluderande Europa
5. Ett Europa som är närmre medborgarna

De två Interreg-specifika målen är:
1. En bättre samarbetsstyrning
2. Ett tryggare och säkrare Europa

### Organisation
Det europeiska territoriella samarbetet är under perioden 2021-2027 organiserat i fyra trådar (strands) av samarbeten: gränsöverskridande samarbete, transnationellt samarbete, mellanregionalt samarbete och ytterkantsområden.
Skillnaden mellan gränsöverskridande och transnationella samarbeten är att de senare är samarbeten på en större europeisk skala, medan de gränsöverskridande samarbetena sker mellan regioner i olika medlemsstater som direkt gränsar till varandra.